# Dilltalradweg
Der Dilltalradweg ist ein 42 km langer Radweg im Lahn-Dill-Kreis. Er führt an dem Fluss Dill entlang, von der mittelhessischen Stadt Haiger bis zur Mündung in die Lahn bei Wetzlar.  

## Charakteristik
Die Routenführung erfolgt größtenteils über asphaltierte Feldwege. Teilweise werden auch wenige bis mäßig befahrene Ortsdurchfahrten genutzt. Bis auf einige wenige kurze Steigungen ist die Strecke größtenteils flach. Das Dilltal ist mit der A45, einer Bundesstraße und der Bahnstrecke eine viel genutzte Verkehrsader. Von Haiger bis Herborn ist die Strecke geprägt von dem Verkehr ab Herborn bis Aßlar verläuft die Strecke eher abseits der großen Straßen. 

Wegweiser am Dilltalradweg in Wetzlar

## Streckenbeschreibung
Der Radweg beginnt in der Stadtmitte von Haiger und nach wenigen Kilometern wird Dillenburg mit seiner historischen Altstadt und seinem Wahrzeichen, der Wilhelmsturm. Nach weiteren 7 km wird Herborn mit einer ebenso historischen Altstadt erreicht. Im weiteren Verlauf ist die Strecke eher landwirtschaftlich geprägt. Ein weithin sichtbare Landmarke ist die Burg Greifenstein. Nach 35 km wird Aßlar erreicht. Hier führt die Strecke ein kurzes Stück an der viel befahrenen Bundesstraße entlang. In Wetzlar endet der Dilltal-Radweg mit Anschluss an den Lahnradweg. Die Strecke ist in beiden Richtungen beschildert und der Verlauf teilweise identisch mit der Oranier-Fahrrad-Route die von Nassau nach Bad Arolsen führt.

## Anschlüsse

### Radwanderwege
In Wetzlar kreuzt der Lahnradweg und der Hessischer Radfernweg R7 der von Limburg bis nach Philippsthal führt. 
Durch Dillenburg verläuft der Hessischer Radfernweg R8 der von Frankenberg (Eder) bis nach Heppenheim führt. 

### Bahn
Durch das Dilltal führt die Dillstrecke von Gießen nach Siegen. In Wetzlar besteht Anschluss an Bahnstrecken nach Limburg, Fulda und Frankfurt.